# Partido de San Pedro
San Pedro es uno de los 135 partidos de la provincia argentina de Buenos Aires. Su cabecera es la ciudad homónima.

## Población
Cuenta con 68,613 habitantes (Indec, 2022), lo que representa un incremento del 16,22% frente a los 59,036 habitantes (Indec, 2010) del censo anterior.
- Población 1991: 48,851 habitantes (Indec, 1991)
- Población 2001: 55,234 habitantes (Indec, 2001)
- Población 2010: 59,036 habitantes (Indec, 2010)
- Población 2022: 68,613 habitantes (Indec, 2022)

### Demografía
| Gráfica de evolución demográfica de San Pedro entre 1869 y 2022 |
|                                                                 |
| Fuentes: INDEC                                                  |

## Geografía

### Ubicación
| Noroeste: Entre Ríos | Norte: Entre Ríos | Nordeste: Entre Ríos       |
| Oeste: Ramallo       |                   | Este: Baradero             |
| Suroeste: Ramallo    | Sur: Arrecifes    | Sureste: Capitán Sarmiento |

El Partido de San Pedro se encuentra en el noreste de la provincia de Buenos Aires de la República Argentina; limita con los Partidos de: al noroeste con Ramallo, al suroeste con Arrecifes y Capitán Sarmiento, al sureste con Baradero y al noreste con la provincia de Entre Ríos, separados por el río Paraná. Es accesible vía la autopista Ruta 9, y posee un puente de acceso que coincide con el trazado de la RP 191.

### Sismicidad
La región responde a la «subfalla del río Paraná», y a la «subfalla del río de la Plata», con sismicidad baja; y su última expresión se produjo el 5 de junio de 1888 (136 años), a las 3.20 UTC-3, con una magnitud en San Pedro, aproximadamente de 4,5 en la escala de Richter. (Terremoto del Río de la Plata de 1888).

### Localidades del Partido
| Partido de San Pedro | Partido de San Pedro | Partido de San Pedro | Partido de San Pedro |
| --- | -------------------- | -------------------- | -------------------- |
| San Pedro Río Tala Obligado Gdor. Castro Santa Lucía Pueblo Doyle Ingeniero Moneta Colonia Vélaz La Bolsa Delta de San Pedro Aeroclub Estación Río Paraná Entre Ríos Ramallo Arrecifes Baradero Capitán Sarmiento |                      |                      |                      |
| Localidad | Fundación            | Superficie           | Población            |
| San Pedro (cabecera) | 1907                 |                      | 47 452               |
| Gobernador Castro | 1878                 |                      | 2 607                |
| Santa Lucía | 1912                 |                      | 2 360                |
| Río Tala | 1913                 |                      | 1 814                |
| Pueblo Doyle | 1933                 |                      | 528                  |
| Obligado | 1897                 |                      | 261                  |
| Ingeniero Moneta |                      |                      | 20                   |
| Fuente: INDEC, Censo Nacional de Población, Hogares y Viviendas 2010. |                      |                      |                      |

### Parajes del Partido
- kilómetro 158
- Kilómetro 184
- Parada Kilómetro 75
- Ruta 9 Kilómetro 1695
- Beladrich
- La Estrella
- El Espinillo
- El Pardo
- El Descanso
- El Centro
- Villa Leandra
- Villa Sarita
- Colegiales
- La Buena Moza
- Beladrich
- La Celina
- Colonia Velaz
- La Bolsa
- Villa Jardín
- La Matilde
- El Ideal
- Tablas
- Almacén de Basso
- La Tosquera
- Bajo Tala
- Las Flores
- Los Mataderos

### Clima
| Parámetros climáticos promedio de San Pedro, Buenos Aires (1965–2010) | Parámetros climáticos promedio de San Pedro, Buenos Aires (1965–2010) | Parámetros climáticos promedio de San Pedro, Buenos Aires (1965–2010) | Parámetros climáticos promedio de San Pedro, Buenos Aires (1965–2010) | Parámetros climáticos promedio de San Pedro, Buenos Aires (1965–2010) | Parámetros climáticos promedio de San Pedro, Buenos Aires (1965–2010) | Parámetros climáticos promedio de San Pedro, Buenos Aires (1965–2010) | Parámetros climáticos promedio de San Pedro, Buenos Aires (1965–2010) | Parámetros climáticos promedio de San Pedro, Buenos Aires (1965–2010) | Parámetros climáticos promedio de San Pedro, Buenos Aires (1965–2010) | Parámetros climáticos promedio de San Pedro, Buenos Aires (1965–2010) | Parámetros climáticos promedio de San Pedro, Buenos Aires (1965–2010) | Parámetros climáticos promedio de San Pedro, Buenos Aires (1965–2010) | Parámetros climáticos promedio de San Pedro, Buenos Aires (1965–2010) |
| Mes                                                                   | Ene.                                                                  | Feb.                                                                  | Mar.                                                                  | Abr.                                                                  | May.                                                                  | Jun.                                                                  | Jul.                                                                  | Ago.                                                                  | Sep.                                                                  | Oct.                                                                  | Nov.                                                                  | Dic.                                                                  | Anual                                                                 |
| --------------------------------------------------------------------- | --------------------------------------------------------------------- | --------------------------------------------------------------------- | --------------------------------------------------------------------- | --------------------------------------------------------------------- | --------------------------------------------------------------------- | --------------------------------------------------------------------- | --------------------------------------------------------------------- | --------------------------------------------------------------------- | --------------------------------------------------------------------- | --------------------------------------------------------------------- | --------------------------------------------------------------------- | --------------------------------------------------------------------- | --------------------------------------------------------------------- |
| Temp. máx. abs. (°C)                                                  | 39.5                                                                  | 39.3                                                                  | 36.7                                                                  | 33.8                                                                  | 31.4                                                                  | 27.7                                                                  | 31.0                                                                  | 34.0                                                                  | 34.8                                                                  | 35.2                                                                  | 38.7                                                                  | 40.7                                                                  | 40.7                                                                  |
| Temp. máx. media (°C)                                                 | 30.2                                                                  | 28.8                                                                  | 26.7                                                                  | 22.8                                                                  | 19.4                                                                  | 15.8                                                                  | 15.5                                                                  | 17.6                                                                  | 19.9                                                                  | 22.9                                                                  | 25.9                                                                  | 28.8                                                                  | 22.9                                                                  |
| Temp. media (°C)                                                      | 23.9                                                                  | 22.7                                                                  | 20.8                                                                  | 17.1                                                                  | 13.7                                                                  | 10.8                                                                  | 10.3                                                                  | 11.7                                                                  | 13.9                                                                  | 17.1                                                                  | 20.0                                                                  | 22.7                                                                  | 17.1                                                                  |
| Temp. mín. media (°C)                                                 | 17.5                                                                  | 16.8                                                                  | 15.1                                                                  | 11.6                                                                  | 8.5                                                                   | 6.0                                                                   | 5.4                                                                   | 6.0                                                                   | 7.9                                                                   | 11.0                                                                  | 13.7                                                                  | 16.2                                                                  | 11.3                                                                  |
| Temp. mín. abs. (°C)                                                  | 6.7                                                                   | 6.4                                                                   | 2.6                                                                   | 0.4                                                                   | -4.3                                                                  | -6.9                                                                  | -4.6                                                                  | -4.8                                                                  | -3.2                                                                  | -0.8                                                                  | 1.6                                                                   | 4.9                                                                   | -6.9                                                                  |
| Precipitación total (mm)                                              | 115.6                                                                 | 119.2                                                                 | 134.2                                                                 | 93.7                                                                  | 61.9                                                                  | 46.5                                                                  | 45.5                                                                  | 39.6                                                                  | 61.7                                                                  | 118.1                                                                 | 110.1                                                                 | 109.6                                                                 | 1055.6                                                                |
| Horas de sol                                                          | 282.1                                                                 | 240.1                                                                 | 232.5                                                                 | 192.0                                                                 | 170.5                                                                 | 144.0                                                                 | 158.1                                                                 | 182.9                                                                 | 198.0                                                                 | 226.3                                                                 | 264.0                                                                 | 275.9                                                                 | 2566.4                                                                |
| Humedad relativa (%)                                                  | 69                                                                    | 74                                                                    | 77                                                                    | 79                                                                    | 81                                                                    | 83                                                                    | 81                                                                    | 76                                                                    | 73                                                                    | 73                                                                    | 70                                                                    | 67                                                                    | 75                                                                    |
| Fuente: Instituto Nacional de Tecnología Agropecuaria                 |                                                                       |                                                                       |                                                                       |                                                                       |                                                                       |                                                                       |                                                                       |                                                                       |                                                                       |                                                                       |                                                                       |                                                                       |                                                                       |

## Transporte

### Líneas de colectivo
| Líneas                                                            | Empresa propietaria | Cabeceras                                                                                               | Año de creación de la línea | Cantidad de vehículos |
| ----------------------------------------------------------------- | ------------------- | --- | --------------------------- | --------------------- |
| Líneas de recorrido urbano (Buenos Aires) 521, 522, 523           | E-EVHSA             | - 521: Escuela N.º 10 - Bº Cassini - 522: Bº Cassini - Río Tala - 523: Bº Las Canaletas - Cementerio    | 2011                        |                       |
| Líneas de recorrido interurbano San Pedro (Buenos Aires) 520, 524 | E-EVHSA             | - 520: Gobernador Castro - San Pedro - Pueblo Doyle - Santa Lucía - 524: San Pedro - Vuelta de Obligado | 2011                        |                       |

### Estaciones de Ferrocarril
El Partido de San Pedro cuenta con tres estaciones de tren, corresponde al Ferrocarril General Bartolomé Mitre de la red ferroviaria argentina. Desde el 15 de junio del 2016 el servicio que cubre el tramo Retiro-Rosario Norte vuelve a tener parada en la Estación San Pedro y en Gobernador Castro. Mientras que la estación Río Tala aún se encuentra sin operaciones de pasajeros. 
- Estación Gobernador Castro
- Estación San Pedro
- Estación Río Tala

También cuenta con cuatro estaciones de tren, sus vías corresponde al Ramal CC del Ferrocarril General Belgrano. No prestan servicios de pasajeros, sólo de cargas. 
- Estación Ingeniero Moneta
- Estación Doyle
- Estación El Descanso
- Estación Colonia Vélaz

## Gobierno
El partido de San Pedro corresponde a un municipio y está gobernado por un intendente. 
Es regido por una ley Orgánica Municipal (decreto ley n.º 6769/1958).
Las autoridades del gobierno tienen su sede en la ciudad de San Pedro, la cual es la capital del partido. 

### Poder ejecutivo
El poder ejecutivo municipal es ejercido por un ciudadano sampedrino que ejerce el cargo de intendente. Tiene mandato de cuatro años y puede ser reelecto por períodos consecutivos una única vez.
El gobierno se divide en diferentes áreas. Estas son: Jefatura de Gabinete, Secretaría de Gobierno y Seguridad, Secretaría de Economía y Hacienda, Secretaría de Modernización y Coordinación, Secretaría de Desarrollo de la Comunidad, Secretaría de Salud, Secretaría de Producción, Industria y Comercio, Secretaría de Producción, Industria y Comercio, Secretaría de Obras y Servicios Públicos y Secretaría de Turismo, Cultura y Deportes.
El Intendente actual es Cecilio Salazar.

#### Intendentes municipales desde 1887
| Intendente                                        | Intendente                                        | Partido                                         | Duración                                          | Mandato                                           | Coalición                          | Coalición                                     | Elecciones                         |                                    |                                    |                                    |                                    |                                    |
| República Conservadora (1880-1916)                | República Conservadora (1880-1916)                | República Conservadora (1880-1916)              | República Conservadora (1880-1916)                | República Conservadora (1880-1916)                | República Conservadora (1880-1916) | República Conservadora (1880-1916)            | República Conservadora (1880-1916) | República Conservadora (1880-1916) | República Conservadora (1880-1916) | República Conservadora (1880-1916) | República Conservadora (1880-1916) | República Conservadora (1880-1916) |
| ------------------------------------------------- | ------------------------------------------------- | ----------------------------------------------- | ------------------------------------------------- | ------------------------------------------------- | ---------------------------------- | --------------------------------------------- | ---------------------------------- | ---------------------------------- | ---------------------------------- | ---------------------------------- | ---------------------------------- | ---------------------------------- |
|                                                   | Máximo Millán                                     | —                                               | —                                                 | 1887-1891                                         |                                    | —                                             | —                                  |                                    |                                    |                                    |                                    |                                    |
|                                                   | Juan Carreras                                     | —                                               | —                                                 | 1891-1893                                         |                                    | —                                             | —                                  |                                    |                                    |                                    |                                    |                                    |
|                                                   | Juan P Arroqui                                    | —                                               | —                                                 | 1893-1894                                         |                                    | —                                             | —                                  |                                    |                                    |                                    |                                    |                                    |
| Vicente Basavilbaso                               | —                                                 | —                                               |                                                   | 1893-1894                                         | —                                  | —                                             |                                    |                                    |                                    |                                    |                                    |                                    |
|                                                   | Moisés Novillo                                    | —                                               | —                                                 | Entre 1895, 1897 y 1899                           |                                    | —                                             | —                                  |                                    |                                    |                                    |                                    |                                    |
|                                                   | Gerardo Francisco Bozzano (1840−1923)             | —                                               | —                                                 | 1897-1898                                         |                                    | —                                             | —                                  |                                    |                                    |                                    |                                    |                                    |
|                                                   | Manuel Molina                                     | —                                               | —                                                 | 1898-1899                                         |                                    | —                                             | —                                  |                                    |                                    |                                    |                                    |                                    |
|                                                   | Eduardo González Bonorino                         | —                                               | —                                                 | Entre 1900, 1905 y 1910                           |                                    | —                                             | —                                  |                                    |                                    |                                    |                                    |                                    |
|                                                   | Filiberto de Oliveira Cézar (1856−1910)           | —                                               | —                                                 | Entre 1907, 1908 y 1909                           |                                    | —                                             | —                                  |                                    |                                    |                                    |                                    |                                    |
| Primeros años radicales (1916-1930)               |                                                   |                                                 |                                                   |                                                   |                                    |                                               |                                    |                                    |                                    |                                    |                                    |                                    |
|                                                   | Luis Felipe de Las Heras                          | —                                               | —                                                 | 1913-1915                                         |                                    | —                                             | —                                  |                                    |                                    |                                    |                                    |                                    |
|                                                   | Mariano Aldazabal                                 | —                                               | —                                                 | 1918-1921                                         |                                    | —                                             | —                                  |                                    |                                    |                                    |                                    |                                    |
|                                                   | Alejandro Maino (1875−1964)                       | Unión Cívica Radical                            |                                                   | 1929-1930                                         |                                    | UCR                                           | 1929                               |                                    |                                    |                                    |                                    |                                    |
|                                                   | Abelardo Cheyllada                                | —                                               | —                                                 | Entre 1923 y 1928                                 |                                    | —                                             | —                                  |                                    |                                    |                                    |                                    |                                    |
|                                                   | Eloy Carreras                                     | —                                               | —                                                 | 1926-1927                                         |                                    | —                                             | —                                  |                                    |                                    |                                    |                                    |                                    |
| Década Infame (1930-1943)                         |                                                   |                                                 |                                                   |                                                   |                                    |                                               |                                    |                                    |                                    |                                    |                                    |                                    |
|                                                   | Interino Antonio Capdevila                        | —                                               | —                                                 | 1930                                              |                                    | —                                             | —                                  |                                    |                                    |                                    |                                    |                                    |
|                                                   | Santiago O'Farrell                                | —                                               | —                                                 | 1930                                              |                                    | —                                             | —                                  |                                    |                                    |                                    |                                    |                                    |
|                                                   | Jose Novau                                        | —                                               | —                                                 | 1931                                              |                                    | —                                             | —                                  |                                    |                                    |                                    |                                    |                                    |
|                                                   | Fausto P. Aramburu                                | —                                               | —                                                 | 1932                                              |                                    | —                                             | —                                  |                                    |                                    |                                    |                                    |                                    |
|                                                   | Juan Olivieri                                     | —                                               | —                                                 | 1932                                              |                                    | —                                             | —                                  |                                    |                                    |                                    |                                    |                                    |
| —                                                 | Juan Olivieri                                     | —                                               | 1933                                              |                                                   | —                                  | —                                             |                                    |                                    |                                    |                                    |                                    |                                    |
|                                                   | Jose Novau                                        | —                                               | —                                                 | 1934-1935                                         |                                    | —                                             | —                                  |                                    |                                    |                                    |                                    |                                    |
|                                                   | Rodolfo Valenzuela                                | —                                               | —                                                 | 1936                                              |                                    | —                                             | —                                  |                                    |                                    |                                    |                                    |                                    |
|                                                   | Elio Quiroga                                      | —                                               | —                                                 | 1936                                              |                                    | —                                             | —                                  |                                    |                                    |                                    |                                    |                                    |
| —                                                 | Elio Quiroga                                      | —                                               | 1937                                              |                                                   | —                                  | —                                             |                                    |                                    |                                    |                                    |                                    |                                    |
|                                                   | Santiago Garayo                                   | —                                               | 1937                                              | —                                                 |                                    | —                                             | —                                  |                                    |                                    |                                    |                                    |                                    |
| —                                                 | Santiago Garayo                                   | —                                               | 1938                                              | —                                                 | —                                  |                                               |                                    |                                    |                                    |                                    |                                    |                                    |
|                                                   | Elio Quiroga                                      | —                                               | —                                                 | 1939                                              |                                    | —                                             | —                                  |                                    |                                    |                                    |                                    |                                    |
| —                                                 | Elio Quiroga                                      | —                                               | 1940                                              |                                                   | —                                  | —                                             |                                    |                                    |                                    |                                    |                                    |                                    |
|                                                   | Jose Sanchez Negrete                              | —                                               | 1940                                              | —                                                 |                                    | —                                             | —                                  |                                    |                                    |                                    |                                    |                                    |
| —                                                 | Jose Sanchez Negrete                              | —                                               | 1941                                              |                                                   | —                                  | —                                             |                                    |                                    |                                    |                                    |                                    |                                    |
|                                                   | Pascual Dedominici                                | —                                               | —                                                 | 1942                                              |                                    | —                                             | —                                  |                                    |                                    |                                    |                                    |                                    |
| Golpe de Estado de 1943 (1943-1946)               |                                                   |                                                 |                                                   |                                                   |                                    |                                               |                                    |                                    |                                    |                                    |                                    |                                    |
|                                                   | Juan Facundo Quiroga                              | Revolución de 1943                              | —                                                 | 1943                                              |                                    | —                                             | —                                  |                                    |                                    |                                    |                                    |                                    |
|                                                   | Julio M. Laffitte                                 | Revolución de 1943                              | —                                                 | 1944                                              |                                    | —                                             | —                                  |                                    |                                    |                                    |                                    |                                    |
|                                                   | Emiliano Irusta                                   | Revolución de 1943                              | —                                                 | 1945                                              |                                    | —                                             | —                                  |                                    |                                    |                                    |                                    |                                    |
| Peronismo (1946-1955)                             |                                                   |                                                 |                                                   |                                                   |                                    |                                               |                                    |                                    |                                    |                                    |                                    |                                    |
|                                                   | Juan Carlos Allegro                               | —                                               | —                                                 | 1946                                              |                                    | —                                             | —                                  |                                    |                                    |                                    |                                    |                                    |
|                                                   | Gregorio Gutierrez                                | —                                               | —                                                 | 1946                                              |                                    | —                                             | —                                  |                                    |                                    |                                    |                                    |                                    |
| —                                                 | Gregorio Gutierrez                                | —                                               | 1947                                              |                                                   | —                                  | —                                             |                                    |                                    |                                    |                                    |                                    |                                    |
|                                                   | Julio E. Lopez Bravo                              | —                                               | 1947                                              | —                                                 |                                    | —                                             | —                                  |                                    |                                    |                                    |                                    |                                    |
|                                                   | Ernesto R. Rosito                                 | —                                               | —                                                 | 1948                                              |                                    | —                                             | —                                  |                                    |                                    |                                    |                                    |                                    |
|                                                   | Pedro Luis Cabrera                                | —                                               | —                                                 | 1948 - 1951                                       |                                    | —                                             | —                                  |                                    |                                    |                                    |                                    |                                    |
|                                                   | Oscar Dionisio Llompart                           | —                                               | —                                                 | Entre 1951 y 1952                                 |                                    | —                                             | —                                  |                                    |                                    |                                    |                                    |                                    |
|                                                   | Manuel Eirin                                      | —                                               | —                                                 | 1952-1953                                         |                                    | —                                             | —                                  |                                    |                                    |                                    |                                    |                                    |
|                                                   | Juan A. Alcorta                                   | —                                               | —                                                 | 1953-1954                                         |                                    | —                                             | —                                  |                                    |                                    |                                    |                                    |                                    |
|                                                   | Manuel L. Rocca                                   | —                                               | —                                                 | 1955                                              |                                    | —                                             | —                                  |                                    |                                    |                                    |                                    |                                    |
| Golpe de Estado de 1955 (1955-1958)               |                                                   |                                                 |                                                   |                                                   |                                    |                                               |                                    |                                    |                                    |                                    |                                    |                                    |
|                                                   | Hector A. S. Rosito                               | Revolución Libertadora                          | —                                                 | 1955-1958                                         |                                    | —                                             | —                                  |                                    |                                    |                                    |                                    |                                    |
|                                                   | Rolando A. Gonzalez                               | —                                               | —                                                 | 1959-1962                                         |                                    | —                                             | —                                  |                                    |                                    |                                    |                                    |                                    |
| Golpe de Estado de 1962 (1962-1963)               |                                                   |                                                 |                                                   |                                                   |                                    |                                               |                                    |                                    |                                    |                                    |                                    |                                    |
|                                                   | Miguel Arana                                      | —                                               | —                                                 | 1963-1966                                         |                                    | —                                             | —                                  |                                    |                                    |                                    |                                    |                                    |
| Golpe de Estado de 1966 (1966-1973)               |                                                   |                                                 |                                                   |                                                   |                                    |                                               |                                    |                                    |                                    |                                    |                                    |                                    |
|                                                   | Tte. Cnel. Otto Lancelle                          | Revolución Argentina                            | —                                                 | 1966                                              |                                    | —                                             | —                                  |                                    |                                    |                                    |                                    |                                    |
|                                                   | Cnel Hugo Omar Elizalde                           | Revolución Argentina                            | —                                                 | 1967-1968                                         |                                    | —                                             | —                                  |                                    |                                    |                                    |                                    |                                    |
|                                                   | Mariano Moreno                                    | Revolución Argentina                            | —                                                 | 1968                                              |                                    | —                                             | —                                  |                                    |                                    |                                    |                                    |                                    |
|                                                   | Romano Cucit                                      | Revolución Argentina                            | —                                                 | 1968                                              |                                    | —                                             | —                                  |                                    |                                    |                                    |                                    |                                    |
| —                                                 | Romano Cucit                                      | Revolución Argentina                            | 1969-1971                                         | —                                                 | —                                  |                                               |                                    |                                    |                                    |                                    |                                    |                                    |
|                                                   | Carlos Casanave                                   | Revolución Argentina                            | —                                                 | 1971                                              |                                    | —                                             | —                                  |                                    |                                    |                                    |                                    |                                    |
|                                                   | Benito Eliseche                                   | Revolución Argentina                            | —                                                 | 1972-1973                                         |                                    | —                                             | —                                  |                                    |                                    |                                    |                                    |                                    |
| Tercer peronismo (1973-1976)                      |                                                   |                                                 |                                                   |                                                   |                                    |                                               |                                    |                                    |                                    |                                    |                                    |                                    |
|                                                   | Juan Ismael Giménez (1922−1973)                   | Partido Justicialista                           | —                                                 | 25 de mayo de 1973 - 1974                         |                                    | PREJULI                                       | 1973                               |                                    |                                    |                                    |                                    |                                    |
| Hugo Donatti (1921−2011)                          | —                                                 | Partido Justicialista                           | 1974 - 29 de marzo de 1976                        |                                                   |                                    | PREJULI                                       | 1973                               |                                    |                                    |                                    |                                    |                                    |
| Golpe de Estado de 1976 (1976-1983)               |                                                   |                                                 |                                                   |                                                   |                                    |                                               |                                    |                                    |                                    |                                    |                                    |                                    |
|                                                   | Eduardo Luis”Chito” Donatti (De facto)(1925−2015) | Proceso de Reorganización Nacional              | 7 años                                            | 29 de marzo de 1976 - 10 de diciembre de 1983     |                                    |                                               |                                    |                                    |                                    |                                    |                                    |                                    |
| Recuperación de la democracia. (desde 1983)       |                                                   |                                                 |                                                   |                                                   |                                    |                                               |                                    |                                    |                                    |                                    |                                    |                                    |
|                                                   | Guillermo Rubén Farabollini (1928−1992)           | Unión Cívica Radical                            | 4 años                                            | 10 de diciembre de 1983 - 10 de diciembre de 1987 |                                    | UCR                                           | 1983                               |                                    |                                    |                                    |                                    |                                    |
| Juan José Sánchez (1926-2003)                     | 4 años                                            | Unión Cívica Radical                            | 10 de diciembre de 1987 - 10 de diciembre de 1991 | 1987                                              |                                    | UCR                                           |                                    |                                    |                                    |                                    |                                    |                                    |
|                                                   | Julio Arturo Pangaro (n. 1952)                    | Partido Justicialista                           | 8 años                                            | 10 de diciembre de 1991 - 10 de diciembre de 1995 |                                    | Frente Justicialista Federal                  | 1991                               |                                    |                                    |                                    |                                    |                                    |
| 10 de diciembre de 1995 - 10 de diciembre de 1999 | Julio Arturo Pangaro (n. 1952)                    | Partido Justicialista                           | 8 años                                            | 1995                                              |                                    | Frente Justicialista Federal                  |                                    |                                    |                                    |                                    |                                    |                                    |
| Crisis de 2001                                    |                                                   |                                                 |                                                   |                                                   |                                    |                                               |                                    |                                    |                                    |                                    |                                    |                                    |
|                                                   | Mario Leandro Barbieri (n. 1959)                  | Unión Cívica Radical                            | 10 años                                           | 10 de diciembre de 1999 - 10 de diciembre de 2003 |                                    | Alianza                                       | 1999                               |                                    |                                    |                                    |                                    |                                    |
| 10 de diciembre de 2003 - 10 de diciembre de 2007 | Mario Leandro Barbieri (n. 1959)                  | Unión Cívica Radical                            | 10 años                                           | UCR                                               | 2003                               |                                               |                                    |                                    |                                    |                                    |                                    |                                    |
| Frente Cívico Concertación Acción por San Pedro   | Mario Leandro Barbieri (n. 1959)                  | 10 de diciembre de 2007 -                       | 10 años                                           | UCR                                               | 2007                               |                                               |                                    |                                    |                                    |                                    |                                    |                                    |
| Frente Cívico Concertación Acción por San Pedro   | Pablo Guillermo Guacone. (n. 1967)                | 5 años y 2 meses                                | - 10 de diciembre de 2011                         | UCR                                               | 2007                               |                                               |                                    |                                    |                                    |                                    |                                    |                                    |
|                                                   | Pablo Guillermo Guacone. (n. 1967)                | 5 años y 2 meses                                | Juntos por San Pedro                              | 10 de diciembre de 2011 - 10 de febrero de 2015   |                                    | Frente Social de la Provincia de Buenos Aires | 2011                               |                                    |                                    |                                    |                                    |                                    |
| Hugo Fabio Giovanettoni (n. 1966)                 | 10 meses                                          | 10 de febrero de 2015 - 10 de diciembre de 2015 | Juntos por San Pedro                              |                                                   |                                    | Frente Social de la Provincia de Buenos Aires | 2011                               |                                    |                                    |                                    |                                    |                                    |
|                                                   | Cecilio Salazar                                   | Partido Fe                                      | 5 años, 11 meses y 30 días                        | 10 de diciembre de 2015 - 10 de diciembre de 2019 |                                    | Cambiemos                                     | 2015                               |                                    |                                    |                                    |                                    |                                    |
| 10 de diciembre de 2019 - 9 de diciembre de 2021  | Cecilio Salazar                                   | Partido Fe                                      | 5 años, 11 meses y 30 días                        |                                                   | Frente de Todos                    | 2019                                          |                                    |                                    |                                    |                                    |                                    |                                    |
| Ramón Salazar (n. 1975)                           | 1 año, 3 meses y 18 días                          | Partido Fe                                      | 9 de diciembre de 2021 - 27 de marzo de 2023      |                                                   | Frente de Todos                    | 2019                                          |                                    |                                    |                                    |                                    |                                    |                                    |
| Cecilio Salazar (n. 1954)                         | 8 meses y 14 días                                 | Partido Fe                                      | 27 de marzo de 2023 - 10 de diciembre de 2023     |                                                   | Frente de Todos                    | 2019                                          |                                    |                                    |                                    |                                    |                                    |                                    |
| Cecilio Salazar (n. 1954)                         | 1 año, 3 meses y 6 días                           | Partido Fe                                      | 10 de diciembre de 2023 - En el cargo             | Unión por la Patria                               | 2023                               |                                               |                                    |                                    |                                    |                                    |                                    |                                    |

1. ↑  Primer intendente.
2. ↑  Primer intendente desde la declaración de San Pedro ciudad.
3. ↑  Murió en el cargo.
4. ↑  Asumé el cargo, luego de la recuperación de la democracia. «Guillermo Farabollini (1928-1992)». www.efemeridesradicales.com.ar.
5. ↑  Renuncia al cargo
6. ↑  Asume el cargo como intendente interino.
7. ↑  Asumé el cargo como intendente interino.
8. ↑  Deja el cargo y se incorpora al Ministerio de Transporte de la Nación.
9. ↑  Asume el cargo como intendente interino.
10. ↑  Retorna al cargo

### Poder legislativo
El poder legislativo municipal tiene un sistema unicameral de representación proporcional por bloque político. Su función es emitir ordenanzas sobre temas locales, aprobar presupuesto y crear nuevas delegaciones. 
El Concejo Deliberante está compuesta por 18 concejales, cuyos cargos tienen una duración de cuatro años. El concejo se renueva por mitades cada dos años junto con las elecciones legislativas nacionales.

#### Composición actual
| Bloques                     | Bloques                               | Presidentes de bloque |
| --------------------------- | ------------------------------------- | --------------------- |
|                             | Unión por la Patria (9)               | Candelaria Cuscuela   |
|                             | Unión Cívica Radical (4)              | Paola Basso           |
|                             | Pro Libertad (2)                      | Diego Lafalce         |
|                             | Juntos por el Cambio (1) (monobloque) | Martín Rivas          |
| Juntos Pro (1) (monobloque) | Vanina Cappelletti                    |                       |
|                             | La Libertad Avanza (1) (monobloque)   | Mauro de Rosa         |

Autoridades
| Titular                 | Cargo                     | Bloque político | Bloque político | Periodo   |
| ----------------------- | ------------------------- | --------------- | --------------- | --------- |
| Pablo Vlaeminck         | Presidente                |                 | UP              | 2023/2025 |
| Candelaria Cuscuela     | Vicepresidente 1.º        |                 | UP              | 2023/2025 |
| Martín Rivas            | Vicepresidente 2.º        |                 | JxC             | 2023/2025 |
| Gerardo Raúl Pelletier  | Secretario Legislativo    |                 | JxC             | 2023/2025 |
| Alejandro Pablo Donatti | Subsecretario Legislativo |                 | UCR             | 2023/2025 |
| Cristian Leguizamón     | Secretario Concejal       |                 | UP              | 2023/2025 |

Lista de concejales
| Titular                  | Suplente           | Bloque político | Bloque político | Periodo   |
| ------------------------ | ------------------ | --------------- | --------------- | --------- |
| Alfredo Carrasco         | Juan Cruz González |                 | UP              | 2023/2027 |
| Mónica Otero             | Tamara Vlaeminck   |                 | UP              | 2023/2027 |
| Cristian Leguizamón      |                    |                 | UP              | 2023/2027 |
| Soledad Llull            |                    |                 | UP              | 2023/2027 |
| Daniel Creus             |                    |                 | UP              | 2021/2025 |
| Candelaria Cuscuela      |                    |                 | UP              | 2021/2025 |
| Matías Franco            |                    |                 | UP              | 2021/2025 |
| Rita Karina Leguizamón   |                    |                 | UP              | 2021/2025 |
| Pablo Osvaldo Vlaeminck  |                    |                 | UP              | 2021/2025 |
| María Vanina Cappelletti |                    |                 | JxC             | 2023/2027 |
| Lucas Pisani             |                    |                 | UCR             | 2021/2025 |
| Diego Lafalce            |                    |                 | Juntos Pro      | 2023/2027 |
| Paola Basso              |                    |                 | UCR             | 2023/2027 |
| Paola Basso              | Yanina Batalla     |                 | UCR             | 2021/2025 |
| Martín Rivas             |                    |                 | JxC             | 2023/2027 |
| Hugo Alberto Binimelis   |                    |                 | UCR             | 2021/2025 |
| Mauro de Rosa            |                    |                 | LLA             | 2023/2027 |
| Viviana Riquelme         | Fernando Negrete   |                 | Juntos Pro      | 2023/2027 |

### Consejo Escolar
Está compuesto por 6 consejeros, cuyos cargos tienen una duración de cuatro años. Se renueva por mitades cada dos años junto con las elecciones legislativas nacionales.
Composición actual
| Titular         | Cargo                     | Bloque político | Bloque político | Periodo   |
| --------------- | ------------------------- | --------------- | --------------- | --------- |
| Silvina García  | Presidente                |                 | UP              | 2023/2025 |
| Néstor Abeledo  | Vicepresidente 1.º        |                 | UP              | 2023/2025 |
| Myriam Bonilla  | Vicepresidente 2.º        |                 | UP              | 2023/2025 |
| Laura Ponzio    | Secretaria                |                 | UP              | 2023/2025 |
| Romina Roselló  | Tesorera                  |                 | UP              | 2023/2025 |
| Patricia Sabaté | Vocal 1.º                 |                 | JxC             | 2023/2025 |
| Myryam Bonilla  | Vocal 2.º                 |                 | UP              | 2023/2025 |
| Paula Fasce     | Secretaria Administrativa |                 | UP              | 2023/2025 |

### Poder judicial
Cuenta con un Juzgado de Paz y una Defensoría del Pueblo.

## Sampedrinos destacados
Algunas personalidades nacidas en el partido de San Pedro son:
- Cayetano José Rodríguez (1761 - 1823), clérigo, independentista y poeta.
- Alicia Penalba (1913 - 1982), escultora.
- Julio Alsogaray (1980), regatista argentino especializado en Clase Laser Standard.
- Lalo Mir (1952), locutor, periodista, conductor de radio y televisión.
- Fernando Bravo (1944), locutor, periodista, conductor de radio y televisión.
- César Mascetti (1941-2022), periodista, presentador de televisión y radio.
- Lorenzo Luis García, Boxeador Campeón Argentino y sudamericano y retador al título mundial, ganándose la oportunidad luego de vencer a Ubaldo Sacco.
- Giuseppe Molina (1976), editor y operador de radio. Trabajó en FM Aspen (2004-2012) y FM Blue (2012-2019), es editor y operador de FM Metro desde 2004
- Osvaldo Morresi (1952 - 1994), piloto de automovilismo de velocidad.
- Abelardo Castillo (1935 - 2017), escritor argentino.
- Nelson Goerner (1969), pianista argentino de repertorio clásico.
- Carlos Anaya (1777 - 1862),  militar, historiador y político uruguayo de origen bonaerense. Fue Presidente de la República de Uruguay entre 1834 y 1835.
- Honorio Pueyrredon (1876 - 1945), fue un jurisconsulto, profesor universitario, político y diplomático argentino.
- Humberto Reynoso (19XX - 2007) conocido como "Caballero Rojo", fue un luchador profesional argentino, uno de los más famosos personajes de Titanes en el Ring.
- Valentín Elcoro Salaberry (1927-2020) pianista de trayectoria internacional, profesor jubilado de la Escuela Superior de Canto de Madrid.